# Bobby Locke
Arthur D'Arcy Locke, más conocido como Bobby Locke (Germiston, Sudáfrica, 20 de noviembre de 1917-Johannesburgo, 9 de marzo de 1987), fue un golfista sudafricano que triunfó profesionalmente en varios continentes en las décadas de 1930 a 1950. Se destacan sus cuatro títulos en el Abierto Británico, nueve en el Abierto de Sudáfrica y siete en el Campeonato de la PGA Sudafricana. También resultó tercero en el Abierto de los Estados Unidos de 1947 y 1951.

## Trayectoria
Locke ganó el Abierto de Sudáfrica como amateur en 1935 y 1937, y fue el mejor amateur del Abierto Británico de 1937 y 1939. En 1938 se convirtió en profesional y triunfó en el Abierto de Sudáfrica, el Campeonato de la PGA Sudafricana y el Abierto de Transvaal entre 1938 y 1940. También ganó en los abiertos de Irlanda y Nueva Zelanda en 1938, y de Holanda en 1939, y resultó noveno en el Abierto Británico de 1939 y décimo en 1938.
Durante la Segunda Guerra Mundial, Locke fue piloto de aviones bombarderos en las fuerzas armadas de Sudáfrica en el Mediterráneo. De vuelta como golfista, Locke venció nuevamente en el Abierto de Sudáfrica y el Campeonato de la PGA Sudafricana de 1946. También derrotó a Sam Snead en 12 de 16 partidos de exhibición en Sudáfrica.
En 1947 pasó a disputar el PGA Tour estadounidense, resultando segundo en la lista de ganancias por detrás de Jimmy Demaret. El sudafricano consiguió 11 victorias y 30 top 3 en 59 torneos disputados, hasta que fue expulsado del circuito en 1949.
Por tanto, Locke retornó a Sudáfrica, donde continuó acumulando triunfos en el Abierto de Sudáfrica, el Campeonato de la PGA Sudafricana y el Abierto de Transvaal. También compitió en otros países, logrando cuatro títulos en el Abierto Británico de 1949, 1950, 1952 y 1957, dos en el Abierto de Francia de 1952 y 1953, dos en el Masters Británico de 1946 y 1954, y uno en el Abierto de México de 1952, el Abierto de Egipto de 1954, el Abierto de Alemania de 1954, el Abierto de Suiza de 1954 y el Abierto de Australia de 1955.
Locke se caracterizaba por su excelente juego corto, su estilo de swing inusual y por su seriedad y lentitud en el campeo de juego. 
Locke falleció en 1987, a los 69 años, a causa de una meningitis.

## Reconocimientos
Locke ingresó en el Salón de la Fama del Golf Mundial en 1977. El Parkview Golf Club de Johannesburgo, su club de origen, erigió una estatua de bronce de Locke en su honor.